# وابتدا المشوار
وابتدا المشوار هو برنامج تلفزيوني حواري أسبوعي قدمته ريما نجيم في أل بي سي وحاورت فيه نجوم الفن من العالم العربي.

## ضيوف الحلقات
- نانسي عجرم
- إيهاب توفيق